# 佐藤雄二
佐藤 雄二（さとう ゆうじ、1954年 - ）は、日本の海上保安官。海上保安庁長官、運輸安全委員会委員。

## 人物・経歴
1954年生まれ。1977年海上保安大学校通信科卒業。巡視船「いず」の三席通信士として海上保安官人生を歩み始める。1989年「くにさき」の首席通信士に赴任、特別警備隊の規制班長として警備実施を担当する。1990年関西国際空港海上警備隊隊長。1991年プルトニウム輸送船警乗隊隊長。2001年特殊警備隊(SST)の基地長に就任し、SSTの総指揮を行う。
2003年第三管区海上保安本部警備救難部長、本庁勤務を経て2010年第十管区海上保安本部長、2012年海上保安庁警備救難部長。2013年警備救難監、初代海上保安監。
2013年海上保安官生え抜き初の海上保安庁長官に就任。2016年6月海上保安庁長官退任。
2016年10月公益財団法人海上保安協会理事長。2017年運輸安全委員会委員(海事部会長)。

## 著書
「波濤を超えて 叩き上げ海保長官の重大事案ファイル」